# Kazimierz Lipień
Kazimierz Lipień (6 febbraio 1949 – New York, 13 novembre 2005) è stato un lottatore polacco, specializzato nella lotta greco-romana.

## Palmarès

### Olimpiadi
- 2 medaglie:
  - 1 oro (Montréal 1976 nei 62 kg)
  - 1 bronzo (Monaco di Baviera 1972 nei 62 kg)

### Mondiali
- 6 medaglie:
  - 2 ori (Teheran 1973 nei 62 kg; Katowice 1974 nei 62 kg)
  - 4 argenti (Sofia 1971 nei 62 kg; Minsk 1975 nei 62 kg; Göteborg 1977 nei 62 kg; Città del Messico 1978 nei 62 kg)

### Europei
- 6 medaglie:
  - 3 ori (Ludwigshafen 1975 nei 62 kg; Leningrado 1977 nei 62 kg; Sofia 1978 nei 62 kg)
  - 2 argenti (Katowice 1972 nei 62 kg; Helsinki 1973 nei 62 kg)
  - 1 bronzo (Bucarest 1979 nei 62 kg)